# Alpha Crucis
Pour le navire brésilien, voir Alpha Crucis (navire océanographique).
Désignations
•α1 Cru : HR 4730, HD 108248, FK5 462, SAO 251904, GC 16952, 26 G. Cru

Acrux, également désignée Alpha Crucis (α Cru / α Crucis), est l'étoile la plus brillante de la constellation de la Croix du Sud (d'où sa lettre grecque associée α dans la désignation de Bayer), et la douzième ou treizième étoile la plus brillante du ciel nocturne, quasiment à égalité avec Altaïr, avec une magnitude visuelle de 0,76. Elle correspond au bas de la croix. La ligne qu'elle forme avec Gamma Crucis (Gacrux, le haut de la croix) permet de trouver l'emplacement du  pôle sud céleste en prolongeant celle-ci vers de 4,5 fois la distance Acrux-Gacrux du côté d'Acrux. Elle est située à proximité du Sac à Charbon, situé immédiatement à sa gauche quand la ligne Acrux-Gacrux va de bas en haut.

## Historique
La déclinaison d'Acrux est d'environ -60°, ce qui fait qu'elle n'est visible que depuis le sud du tropique du Cancer et donc invisible depuis l'Europe. Elle est par contre circumpolaire pour les observateurs de l'hémisphère sud situés au sud du tropique du Capricorne. Du fait de sa position, l'étoile n'a pas été cataloguée par les civilisations passées qui ont laissé des traces de leur intérêt pour l'astronomie. Le nom de Acrux est de ce fait de facture récente, issu de l'abréviation du « A » de la lettre grecque « alpha » (α) et du nom latin « Crux » (la croix). Il semble que cette désignation soit l'œuvre de l'astronome amateur américain Elijah Burritt dans la première moitié du XIXe siècle. Quelques autres étoiles (Gacrux et Atria) ont été nommées suivant la même convention. Le nom donné à Acrux par les peuples de l'île d'Hawaii est « Mole Honua » (litt. « terre stérile »).

## Brillance
Si l'on considère Acrux comme une seule étoile (voir ci-dessous), elle se trouve être l'étoile de magnitude inférieure à 1 la plus au sud, devançant de peu Alpha Centauri. Elle est en fait composée de plusieurs étoiles dont les magnitudes individuelles sont toutes supérieures à 1.

## Caractéristiques
Acrux représente en fait un système ternaire situé à environ 320 années-lumière de la Terre. Seules deux de ses composantes sont séparables, α1 et α2, distantes l'une de l'autre de quatre secondes d'arc. Ces deux composantes nécessitent un instrument de qualité pour être séparées et de bonnes conditions d'observation. α1 est de magnitude 1,33 et α2 de magnitude 1,73. Prises individuellement, elles occupent les 22e et 31e places dans la liste des étoiles les plus brillantes visibles depuis la Terre. Toutes deux sont de classe spectrale B proches de la classe O. Ce sont donc des étoiles bleues et chaudes, avec des températures de surfaces respectivement de 28 000 et 26 000 kelvins. Leurs luminosités respectives sont de 25 000 et 16 000 fois celle du Soleil. La plus brillante des deux est classée sous-géante, en fin de sa phase de fusion de l'hydrogène. L'autre est une étoile ordinaire de la séquence principale. Ces deux étoiles orbitent l'une autour de l'autre assez lentement, de sorte que leur déplacement relatif est très faible. De leur séparation minimale de 430 unités astronomiques (correspondant à la distance entre deux objets séparés de 4 secondes d'arc et vus depuis 320 années-lumière), on déduit que la période du système est au minimum de 1 500 ans, mais peut-être beaucoup plus si la distance réelle entre les deux étoiles est bien plus grande que ce que leur séparation angulaire suggère (si les deux étoiles sont alignées avec la Terre).
α1 est elle-même une binaire spectroscopique, avec deux composantes dont les masses sont estimées à 14 et 10 fois celle du Soleil, orbitant l'une autour de l'autre en 76 jours et distantes d'environ une unité astronomique. Les masses de α2 (13 masses solaires) et de la composante la plus massive de α1 suggèrent que les deux finiront leur vie comme des supernovas, l'étoile restante pouvant finir sa vie comme une naine blanche si elle survit aux deux explosions.
Une autre étoile de classe spectrale B, HR 4729 (ou HD 108250), est située à 90 secondes d'arc d'Acrux et présente le même mouvement propre. Il pourrait donc s'agir d'une étoile gravitationnellement liée au système α Crucis et il est de ce fait généralement admis qu'elle en fait partie, d'où sa désignation alternative d'α Crucis C,. Elle est aisément séparable d'Acrux avec de simples jumelles. HR 4729 est elle-même une binaire spectroscopique, et une troisième étoile située à seulement deux secondes d'arc, désignée α Crucis D vient compléter ce sous-système, faisant d'Acrux un probable système sextuple. Pas moins de sept autres étoiles sont également répertoriées dans le groupe visuel d'α Crucis, jusqu'à une distance d'environ deux minutes d'arc.
Rizzuto et al. ont déterminé en 2011 que le système d'α Crucis, y compris HR 4729, était probablement membre (avec une probabilité de 66 %) du sous-groupe Bas-Centaure Croix du Sud de l'association Scorpion-Centaure, qui est l'association d'étoiles massives de types O et B la plus proche du Système solaire. Il n'était précédemment pas considéré comme en étant membre.

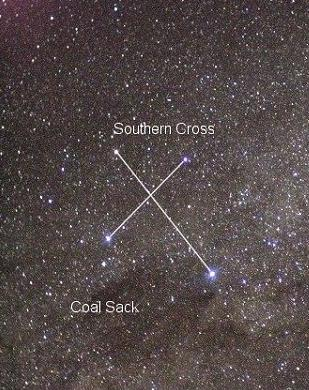
Acrux est l'étoile la plus brillante de la constellation de la Croix du Sud (en bas à droite sur l'image, et située à proximité d'une zone sombre appelée le Sac à Charbon (Coal Sack). Taille de l'image : environ 12 × 15 degrés.